# 浅野順一
浅野 順一（あさの じゅんいち、1899年12月12日 ‐ 1981年6月10日）は、日本の牧師、神学者（旧約聖書学）。青山学院大学名誉教授、キリスト教功労者。

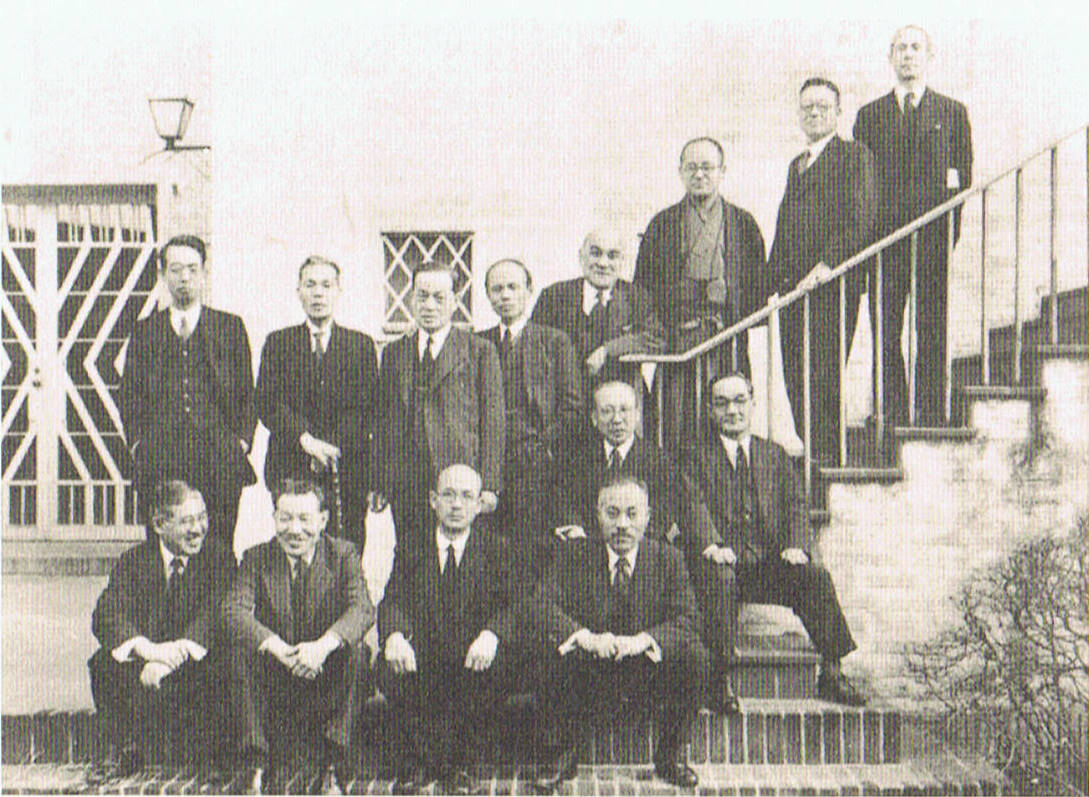
日本基督教団合同前の日本基督教会代表の準備委員 後列左より，熊野義孝，三吉務，富田満，小野村林蔵，佐波亘，浅野順一，飯島誠太，堀内友四郎、前列左より，今村好太郎，村田四郎，金井為一郎，村岸清彦

## 生涯
1899年、福岡県に生まれた。1921年、東京商科大学（現一橋大学）を卒業後、三井物産に入社。しかし、東京神学社に入って高倉徳太郎らに師事した。加えて、イギリス、ドイツに留学して聖書学を学んだ。
帰国後は、1931年に日本基督教会美竹教会を設立。牧会の傍ら、旧約聖書学の研究にあたった。1954年、世田谷区に社会福祉法人泉会（身体障害者更生施設）を設立した。1959年、青山学院大学文学部神学科の教授に就任。
1962年、62歳の時に美竹教会を辞任。「伝道者として、研究者としてもう一度出直したい」と願い、世田谷区の砧にて開拓伝道活動を始めた。これは、親鸞の生き方に共感したからであった。牧会伝道と研究に尽くし、81歳で死去。

## 受賞
- 1980年：キリスト教功労者を受賞[3]。

## 功績
没後に「浅野順一賞」が創設され、また生前の著作をまとめた『浅野順一著作集』が刊行された。

## 家族・親族
- 伯父：吉富璣一は実業家[4][1]。

## 著作
著書
- 『舊約聖書』大思想文庫 岩波書店[5]
  - 復刊 1985年
- 『イスラエル預言者の神学』創文社
- 『真実 予言者エレミヤ』創文社
- 『ヨブ記の研究』創文社
- 『ヨブ記註解』創文社 全4巻。電子書籍も刊
- 『予言者の研究』新教出版社
  - 新版 1997年
  - 講談社学術文庫 2023年。電子書籍も刊
- 『ヨブ記 その今日への意義』岩波新書
- 『詩篇 古代ヘブル人の心』岩波新書
- 『モーセ』岩波新書
- 『旧約聖書を語る』日本放送出版協会(NHKブックス)
- 『旧約聖書と現代』玉川大学出版部(玉川選書)

著作集
- 浅野順一著作集 全11巻、著作集刊行会編、創文社／電子書籍：講談社「創文社オンデマンド叢書」で再刊

1. 『予言者研究 Ｉ』
2. 『旧約神学研究 I』
3. 『予言者研究 Ⅱ』
4. 『詩篇研究』
5. 『説教 Ⅰ』
6. 『旧約神学研究 Ⅱ』
7. 『予言者研究 Ⅲ』
8. 『ヨブ記研究・法の神学』
9. 『説教 Ⅱ』
10. 『説教 Ⅲ』
11. 『生涯と活動』

- 「浅野順一 日本の説教」関田寛雄解説、日本キリスト教団出版局 2005

記念論集
- 『ヨーロッパ精神史の基本問題 : 下村寅太郎先生退官記念論文集』岩波書店、1966年

澤柳大五郎, 関根正雄, 村治能就, 浅野順一, 中野幸次, 秀村欣二, 兼岩正夫, 清水富雄, 渡辺金一, 下村寅太郎, 西沢龍生, 藤田健治, 永井博による共編著